# Мокко (циклон)
Циклон «Мокко» (англ. Cyclone Mocha) — надзвичайно потужний тропічний циклон у північній частині Індійського океану, який вплинув на М’янму та частини Бангладеш у травні 2023 року. Мокко швидко посилився до 5 категорії з вітром 280 км/год (175 миль/год), зрівнявшись із циклоном Фані як найсильніший шторм за всю історію спостережень у північній частині Індійського океану.

## Метеорологічна історія

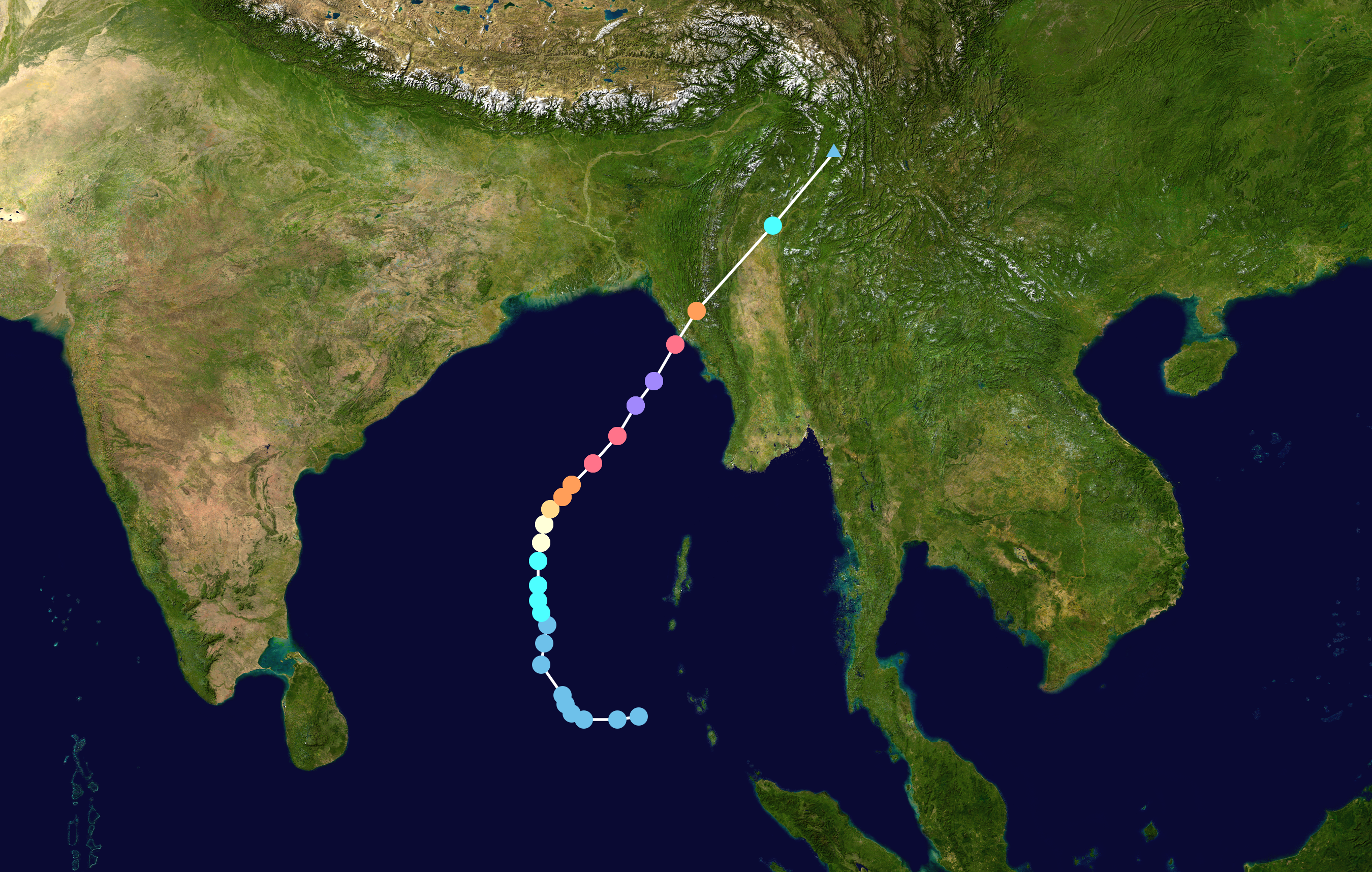
Карта шляху і інтенсивності Циклону Мокко

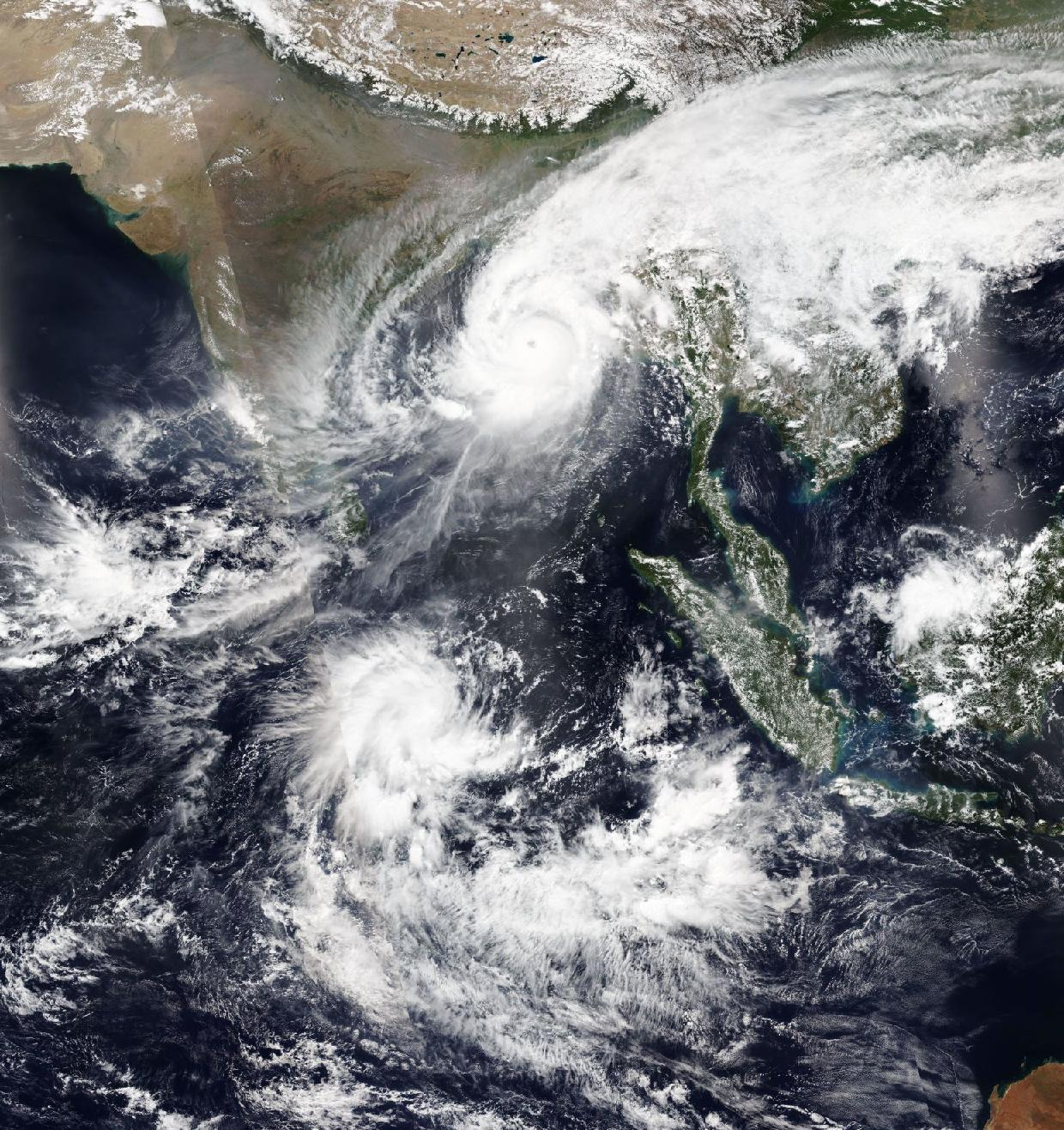
Циклон Мокко та Тропічний шторм Фабіен біля екватора 13 травня

2 травня Осциляція Маддена-Джуліана (MJO) призвела до прогнозу Індійського метеорологічного департаменту (IMD), що в Бенгальській затоці сформується циклонічна циркуляція. Фаза MJO залишалася дуже сприятливою для тропічного циклогенезу, оскільки циркуляція утворилася 6 травня. 7 травня умови для інтенсифікації були додатково посилені збільшенням завихреності разом із конвергенцією переважаючих вітрів. Об’єднаний центр попередження про тайфуни (JTWC) також почав моніторинг системи того дня, зазначивши її спалах конвекція на захід від циркуляції. Циркуляція була пізніше позначена IMD як область низького тиску 8 травня. Наступного дня система була оновлена до депресії через організовану та дуже інтенсивну конвекцію, коли вона прямувала на північний-захід. Пізніше JTWC опублікував попередження про формування тропічного циклону в системі, назвавши її Invest 91B, оскільки вона була розташована в умовах дуже високої температури поверхні моря, коли хмари оповили повністю затемнений, але консолідуючий низькорівневий циркуляційний центр (LLCC). Порушення ще більше посилилося до глибокої депресії 10 травня перед подальшим оновленням до циклонічного шторму 11 травня, отримавши назву Мокко від IMD. JTWC також підвищив його статус до тропічного циклону, присвоївши йому тропічний циклон 01B. Оскільки конвекція продовжувала розвиватися над LLCC, фрагментовані смуги дощу оберталися та змикалися навколо центру.
Смуги дощу щільніше охоплювали холодну центральну щільну хмарність (CDO) із верхівками хмар, що перевищували межі. Перебуваючи на периферії верхнього тропосферного хребта, IMD підвищив статус Мокко до сильного циклонічного шторму о 12:00 UTC після того, як швидкість вітру досягла 90 км/год (55 миль/год). Утворилася нерівна структура ока, яка іноді з’являлася на супутникових знімках. 12 травня Мокко став дуже сильним циклонічним штормом. Лінії гроз і вологих потоків хмар циркулюють в CDO з чітким витягнутим оком 22 кілометри (12 морських миль). За даними JTWC, Мокко мав 1-хвилинний стійкий вітер зі швидкістю 165 км/год (105 миль/год), що еквівалентно силі 2 категорії за шкалою ураганних вітрів Саффіра-Сімпсона. Досягнувши такої інтенсивності, циклон рухався на північний-схід під впливом антициклонічної циркуляції на південь від М'янми та западини.
Мокко швидко перетворився на добре організовану систему, через вміст тепла в океані в центральній частині Бенгальської затоки, перш ніж пройти цикл заміни очної стінки. Відповідно, IMD підвищив Мокко до надзвичайно сильного циклонічного шторму о 18:00 UTC. Після завершення свого циклу 13 травня очна стінка стала чітко окресленою, що призвело до ще одного періоду швидкого посилення. Низький вертикальний зсув вітру та потужний потік сприяли зміцненню, і Мокко досяг 1-хвилинного тривалого вітру 240 км/год (150 миль/год), що еквівалентно силі 4 категорії за шкалою Саффіра-Сімпсона.

## Підготовка та вплив
Тисячі волонтерів допомагали громадянам М'янми та Бангладеш евакуюватися, коли циклон наближався до кордону; 8600 було розміщено в Кокс-Базарі, а ще 3400 – у таборах для біженців. Близько 200 людей шукали притулку в Пауктау.

### М'янма
Місцева влада в Ракхайні порадила жителям евакуюватися з низинних і прибережних районів у Сітуе, Пауктау, Мієбоні, Маунгдо і Бутідаунг, і багато хто вже починає залишати їх перед штормом. Громади та організації з надання допомоги в М’янмі готуються до потенційного приходу циклону Мокко. Товариство Червоного Хреста М’янми готується до реагування на серйозні надзвичайні ситуації за підтримки Міжнародної федерації товариств Червоного Хреста та Червоного Півмісяця.

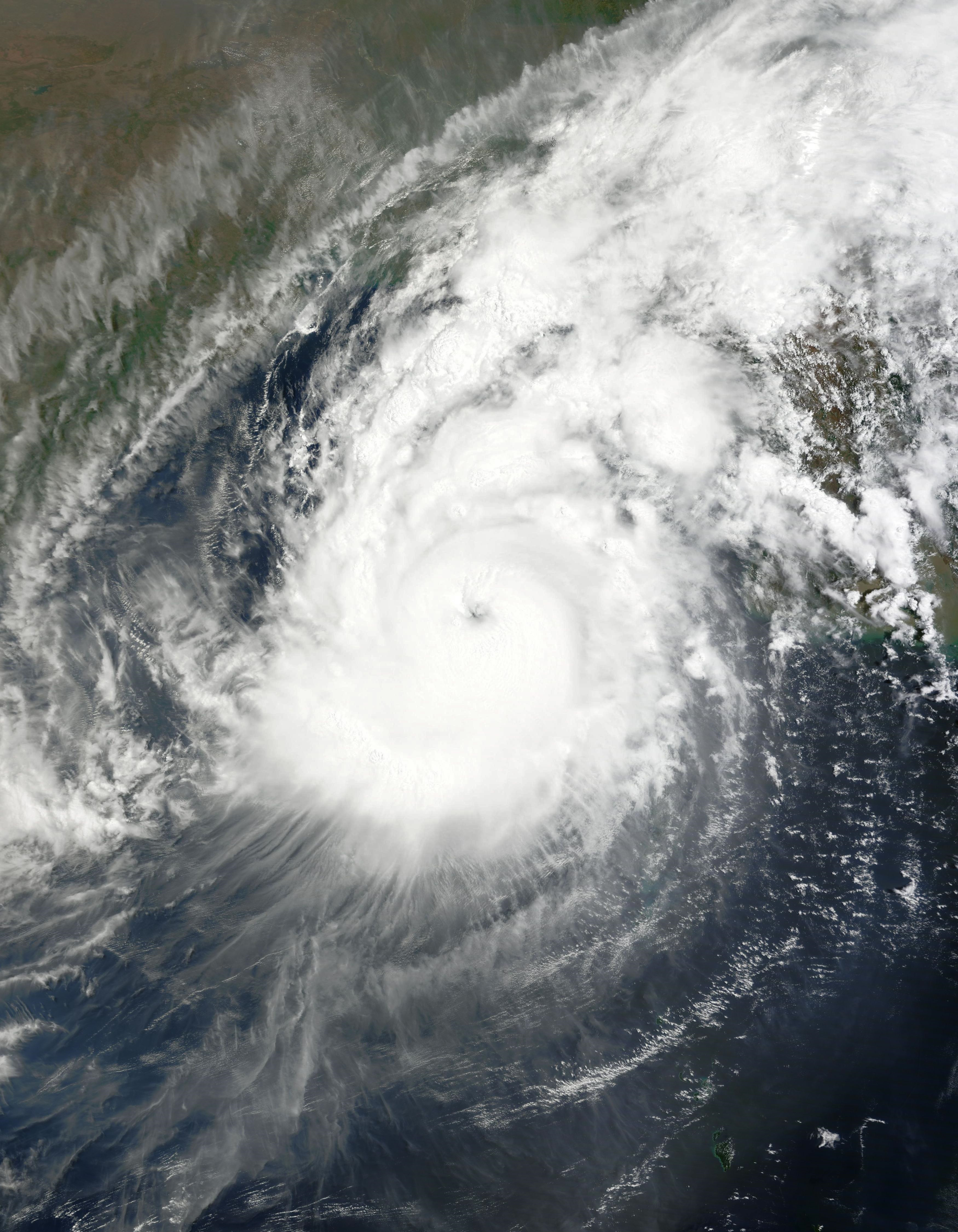
Циклон Мокко швидко посилюється при наближенні до узбережжя М'янми

Всесвітня продовольча програма у М'янмі заявила, що готує продукти харчування та допомогу для підтримки понад 400 000 людей у Ракхайні та прилеглих районах. За даними Управління ООН з координації гуманітарних питань, очікується, що мокко досягне штату Ракхайн і північно-західного регіону М'янми, де шість мільйонів людей потребують гуманітарної допомоги, а 1,2 мільйона переміщені. Всесвітня організація охорони здоров’я розмістила в М’янмі 500 000 таблеток для очищення води разом із додатковими запасами. Координаційний центр гуманітарної допомоги АСЕАН(Центр AHA) попередив про ймовірність «катастрофічної катастрофи» та заявив, що координує дії з військовими М’янми, щоб доставляти необхідні товари зі складів у Таїланді та Малайзії.

### Бангладеш
Управління ООН у справах біженців заявило, що у співпраці з урядом і місцевими гуманітарними організаціями "ведуться надзвичайні приготування в таборах і на Бхасан-Чар". Сильні дощі, викликані циклоном, можуть спричинити зсуви в Читтагонг і Кокс-Базар, а також у трьох інших  гірських районах: Рангаматі, Бандарбан і Кхаграчхар, згідно з даними влади Бангладеш. Півмільйона людей евакуювали в безпечніші райони на південному-сході Бангладеш перед можливим катастрофічним циклоном. ВМО розгорнула 40 машин швидкої допомоги та 33 мобільні медичні бригади в Кокс-Базарі. Крім того, Арджун Джайн, головний координатор ООН з реагування на біженців рохінджа в Бангладеш, каже, що є численні машини швидкої допомоги та мобільні медичні бригади, які допомагають бангладешцям, які потребують допомоги, а також біженцям. Ці бригади добре підготовлені для надання допомоги людям похилого віку, дітям та інвалідам.
13 травня влада призупинила внутрішній річковий транспорт у Бангладеш, а 14 травня — польоти в міжнародному аеропорту Шах Аманат. Уряд Бангладеш розпочав масштабну кампанію з евакуації для переселення майже 500 000 жителів уздовж південного узбережжя країни. Однак офіційні особи Бангладеш перемістили 190 000 людей з Кокс-Базару та понад 100 000 з Читтагонга.

### Індія
Метеорологічний департамент Індії (IMD) повідомив, що в південно-східному регіоні Бенгальської затоки: Трипура, Мізорам, Нагаленд, Південний Ассам і частини Маніпуру очікуються «сильні» або «дуже сильні» опади в результаті циклону Мокко. Уряди штатів Тріпура, Мізорам, Нагаленд, Маніпур і Ассам також звернулися з проханням, щоб управління ліквідації наслідків стихійних лих та всі інші відповідні органи влади вжили превентивних заходів для мінімізації жертв і пошкодження майна.